# Neurones piramidals
La neurones piramidals són uns tipus de neurones multipolars que es troben majoritàriament al Còrtex cerebral i, en menor mesura, a les amígdales i l'hipocamp. Aquestes neurones són les que generen la transmissió de l'impuls i s'anomenen així a causa de la forma del soma o cos cel·lular, el qual és un triangle.
Les neurones piramidals treballen amb el sistema piramidal i ajuden al cos a moure's. La majoria d'aquestes neurones es decusen  (es creuen) al bulb raquidi; per aquest motiu, els moviments d'un costat del cos estan controlats per l'hemisferi cerebral contrari.
Van ser descobertes per Santiago Ramón y Cajal a finals del segle xix.